# 保罗·彼得森
保罗·彼得森（挪威語：Paul Pedersen，1886年9月18日—1948年8月16日），挪威男子体操运动员。他曾获得1908年夏季奥运会男子团体全能银牌和1912年夏季奥运会男子团体瑞典体操铜牌。